# اومه‌بوشی

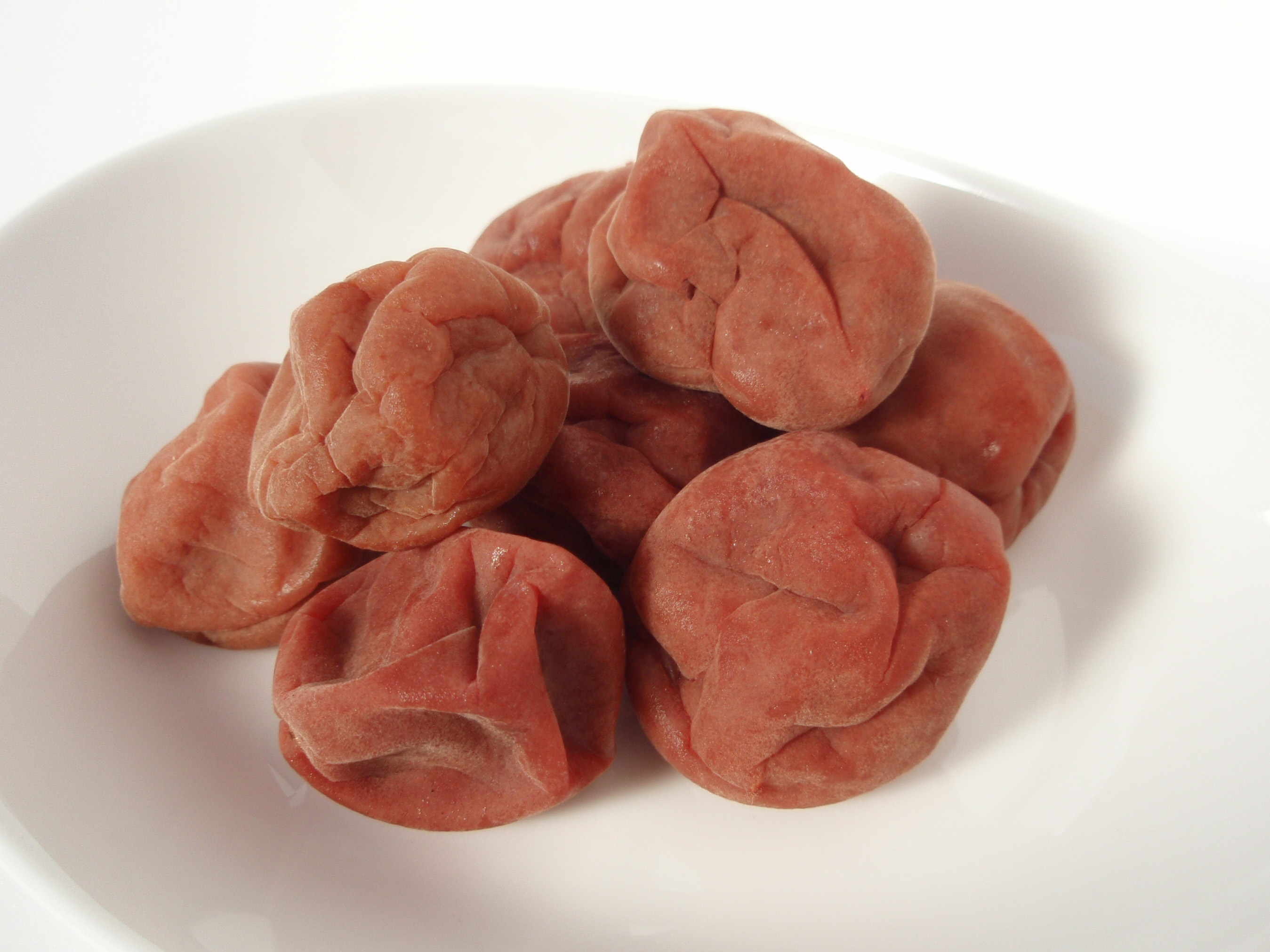
اومه‌بوشی.

اومه‌بوشی‌ (به ژاپنی: 梅干し うめぼし Umeboshi) نام یکی از انواع تسوکه‌مونو (انواع ترشی‌ها و شورها) در آشپزی ژاپنی است. برای تهیهٔ آن آلو را نخست نمک سود کرده و به‌طور طبیعی خشک می‌کنند. اومه‌بوشی معمولاً در تهیهٔ بنتو و اونیگیری بکار می‌رود. در صورتی که آلو فقط نمک سود شود و پس از آن خشک نشود به آن اومه‌تسوکه (به ژاپنی: 梅漬け Umetsuke) گفته می‌شود.
زمان درست کردن اومه بوشی در ماه ژوئن و هنگام رسیدن آلو است که پس از بخارپز کردن آلو آن را نمک زده و سه روز در مقابل آفتاب خشک می‌کنند. اومه‌بوشی آماده شده ۲۰ درصد وزنشان را نمک تشکیل می‌دهد. هر چه مقدار نمک کمتر باشد مدت حفظ اومه کمتر است. اومه‌بوشی‌هایی که با برگ شین به رنگ قرمز در می‌آیند را شیسواومه می‌گویند. اومه‌بوشی‌هایی که با کونبو (یک نوع جلبک دریایی) مزه داده شده‌اند، کونبواومه نام دارند. از کاتسواوبوشی و عسل نیز برای مزه دادن استفاده می‌شود. اومه‌بوشی یکی از غذاهای ملی ژاپن به‌شمار می‌آید.

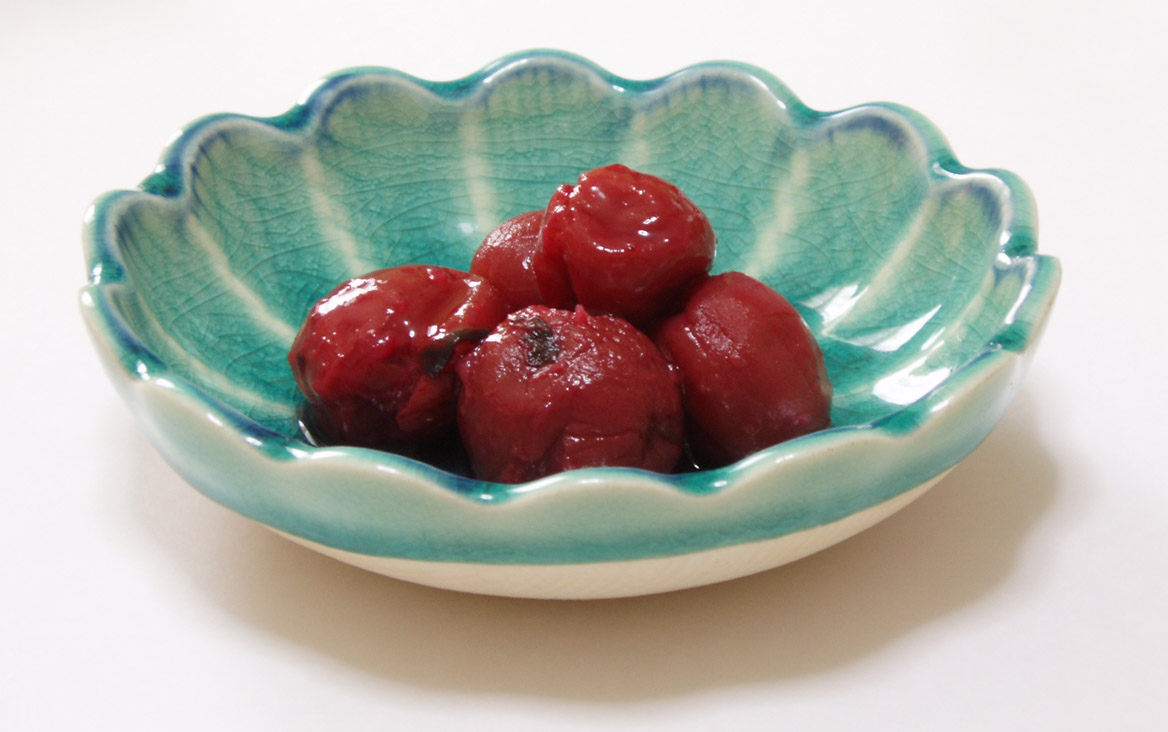
اومه‌تسوکه.